# Унтерзульцбахталь
Унтерзульцбахталь — це долина правого боку, що тягнеться на північний-північний захід до Зальцаху в Пінцгау (місцевість) (земля Зальцбург, Австрія). Вона належить до кадастрового округу Зульцау (громада Нойкірхен), абсолютно безлюдний і має особливо гарний ландшафт.
Унтерзульцбахталь має довжину близько 12 км. Це типова льодовикова долина з відносно крутими схилами долини (стінами жолоба), порізаними обвалами. Долина лісиста і вузька, від Stockeralpe (1265 м над рівнем моря) вона стає високогірною, завдяки Унтерсульцбахке, її язик льодовика (2073 м над рівнем моря) від Großvenediger (3657 м над рівнем моря) і Hohen Фюрлег (3243 м над рівнем моря) стікає вниз. Долина майже бездоріжна, дика.
Річка Унтерзульцбах впадає в Зальцах між Нойкірхен-ам-Гросфенедігером і Розенталем, у широкій долині якого Зульцбахталь плавно відкривається.
Над дамбою на висоті 1022 м над рівнем моря дуже відомий Кнаппенванд, сьогодні тут є показова шахта (мідний рудник).
(Унтер-)Зульцбахський водоспад — це водоспад у нижній частині долини, який уже видно з широкої долини Зальцах. Пішохідна стежка приведе вас до краєвидів поблизу водоспаду.

## Інтернет-ресурси
- Neukirchen am Großvenediger